# Calcinose enzootique
La calcinose enzootique est une maladie chronique qui affecte les animaux herbivores d'élevage, notamment les ruminants et des chevaux, et qui se manifeste par  une forte calcification des  tissus mous, notamment sur les  parois  de  l'aorte,  du  cœur,  de  l'artère  pulmonaire,  des reins et des tendons. Elle peut s'accompagner d'une ostéofibrose, due à un excès de résorption osseuse par excès d'apport de vitamine D.
La maladie se caractérise, outre une minéralisation systémique des tissus mous, par une hypercalcémie, une hyperphosphatémie,  un hypercalcitoninisme, un hyperparathyroïdisme et des modifications du squelette (dont l'ostéopétrose),.
Cette maladie est causée principalement par une intoxication végétale ou par des déséquilibres minéraux dans le sol,, qui entraînent un excès de vitamine D (ce dernier peut aussi avoir une origine iatrogène).
La prévalence de la maladie chez les bovins est importante dans diverses régions d'Argentine, du Brésil, de Papouasie-Nouvelle-Guinée, de Jamaïque, de Hawaï et de Bavière notamment et varie largement, de 10 % à 50 %. Elle peut causer, chez les moutons, jusqu'à 60 % de mortalité dans le sud du Brésil et affecter 17 % du cheptel à Mattewara (Inde). Partout ailleurs, la maladie est rare ou inexistante, ou moins bien documentée (Australie, Israël, Afrique du Sud et sud des États-Unis).
Les plantes susceptibles d'être à l'origine de la maladie sont en particulier Trisetum flavescens (avoine dorée), qui est une graminée, et des solanées appartenant aux genres Cestrum, Nierembergia et Solanum, dont Cestrum diurnum (jasmin du jour),  Nierembergia veitchii, Solanum esuriale, Solanum torvum et Solanum malacoxylon. Ces espèces contiennent des glycosides calcinogènes, notamment du calcitriol, ou 1,25-dihydroxycholécalciférol, ou des substances qui miment leur action calcigénique. Selon certaines études, Solanum malacoxylon disposerait du système enzymatique nécessaire pour synthétiser le calcitriol à partir de la vitamine D3.